# Paul Cambon
Pierre Paul Cambon (20. ledna 1843 Paříž – 29. května 1924 Paříž) byl francouzský diplomat, jeden z architektů britsko-francouzské Srdečné dohody, který posléze přispěl také ke vzniku britsko-ruské smlouvy roku 1907.
Paul Cambon vystudoval práva na univerzitách v Oxfordu, Cambridge a v Edinburghu a po úspěšném absolutoriu (1870) působil jako tajemník budoucího politika Julese Ferryho, který byl tehdy starostou Paříže.
Svou diplomatickou kariéru zahájil roku 1882 v Tunisku, kde zastával nejprve pozici vyslance a následně post generálního rezidenta. V srpnu roku 1886 byl jmenován francouzským velvyslancem v Madridu, odkud se posléze roku 1890 přesunul na post francouzského velvyslance do Konstantinopole. Dne 8. prosince 1898 byl jmenován francouzským velvyslancem v Londýně, kde nahradil barona de Courcela. Na této pozici Cambon působil až do roku 1920.
Cambon byl blízkým přítelem francouzského ministra zahraničí Théophila Delcassé.
Společně se svým bratrem Julesem a francouzským velvyslancem v Římě Camillem Barrerem tvořili tito muži diplomatický triumvirát, o který se Delcassé mohl v době svého působení na Quai d´Orsay opírat.
Roku 1883 stál Paul Cambon společně s Pierrem Foncinem u vzniku Alliance française.
Jeho bratr Jules Cambon byl také významným diplomatem, a významné diplomatické posty zastával rovněž jeho syn Henri Cambon.